# Chrysobothris cyanella
Chrysobothris cyanella är en skalbaggsart som beskrevs av Horn 1886. Chrysobothris cyanella ingår i släktet Chrysobothris och familjen praktbaggar. Inga underarter finns listade i Catalogue of Life.